# Ічмелер (станція)
40°50′44″ пн. ш. 29°18′00″ сх. д. / 40.845664874518° пн. ш. 29.300048266972° сх. д.
Ічмелер (тур. İçmeler) — залізнична станція розташована на анатолійській стороні Босфора, район Тузла, Стамбул.
Станція, розташована на залізниці Стамбул-Хайдарпаша-Анкара, була побудована компанією TCDD і введена в експлуатацію в 1954 році як залізнична станція Ічме. 

Відновлена TCDD з інфраструктурою електрифікації та знову введена в експлуатацію 29 травня 1969 

 
станція обслуговувала приміський поїзд B2 (Хайдарпаша — Гебзе) в 1969 — 2012 
,
перебудована і знову відкрита 12 березня 2019 року як Ічмелер . 

## Пересадка
- Автобуси: 130A, 130E, 130H, 130Ş, 130ŞT, 130T, 133M, 133P, 133Ş, 133T, 500L, 500T, KM10, KM12, KM13, MR61
- Маршрутки: 
  - Пендік-Тузла,
  - Пендік-Аїдинли-Дері-Санаї,
  - Пендік-Шифа-махаллесі,
  - Аїдинлт-Токі-Терсанлер,
  - Емлак-конутлари-Тузла,
  - Військово-морська академія-Орханли,
  - Терсанелер-Аїдинли-Токі,
  - Терсанелер-Орханли

## Заклади та місця поруч
- - Мечеть станції Ічмелер
  - Губернаторство та муніципалітет Тузла
  - Тузланська державна лікарня

## Сервіс
| Попередня станція    | Лінія | Лінія    | Лінія | Наступна станція |
| -------------------- | ----- | -------- | ----- | ---------------- |
| Аїдинтепе до Халкали |       | Мармарай |       | Тузла до Гебзе   |